# Simon McMenemy
Simon McMenemy (n. Aberdeen, 6 de diciembre de 1977) es un entrenador de fútbol británico que actualmente entrena a la selección de fútbol de Indonesia.

## Biografía
Empezó su carrera como entrenador de fútbol con la selección de fútbol de Filipinas como seleccionador. Disputó la Long Teng Cup de 2010, en donde quedó en tercer lugar. El 22 de octubre del mismo año empezó a disputar la Copa AFF Suzuki 2010, clasificando en la primera y segunda ronda tras quedar segundo en ambas, y cayendo finalmente en las semifinales. En enero de 2011 dejó la selección y fichó por el Đồng Tâm Long An FC de Vietnam, al que sólo entrenó durante unos meses. Posteriormente el Mitra Kukar FC se hizo con sus servicios, al igual que el Pelita Jaya FC el año siguiente. El 25 de marzo de 2014 fichó por el New Radiant, pero tan sólo dos meses después fue sustituido. También entrenó al Loyola Meralco Sparks FC, hasta octubre de 2016, momento en el que fichó por la selección de fútbol de Indonesia.

## Clubes
| Club                             | País      | Año         |
| -------------------------------- | --------- | ----------- |
| Selección de fútbol de Filipinas | Filipinas | 2010        |
| Đồng Tâm Long An FC              | Vietnam   | 2011        |
| Mitra Kukar FC                   | Indonesia | 2011 - 2012 |
| Pelita Jaya FC                   | Indonesia | 2012 - 2013 |
| New Radiant                      | Maldivas  | 2014        |
| Loyola Meralco Sparks FC         | Filipinas | 2014 - 2016 |
| Bhayangkara FC                   | Indonesia | 2017 - 2018 |
| Selección de futbol de Indonesia | Indonesia | 2018 - 2019 |